# Јукичи Чуганџи
Јукичи Чуганџи (јап. 中願寺 雄吉; Чикушино, 23. март 1889 — Огори, 28. септембар 2003) био је јапански суперстогодишњак који је према гинисовој књизи рекорда носио титулу најстаријег живог мушкарца на свету у периоду од 3. јануара 2002. до 28. септембра 2003. године, а затим и титулу најстарије живе особе на свету у периоду од 29. децембра 2002. до 28. септембра 2003. године.

## Биографија
Јукичи Чуганџи рођен је у селу Чикушино, Префектура Фукуока, Јапан, 23. марта 1889. Завршио је техничку школу раних 1900-их и радио је као узгајивач свилене бубе, инструктор пољопривредних специјалности, службеник банке и службеник за социјалну заштиту. Године 1914. оженио се Шиком Чуганџи и имали су четири сина и једну ћерку. Остали су у браку скоро 60 година пре него што је Шика преминула 1973. године.
Међу његовим хобијима били су пецање и баштованство, а наставио је да вози бицикл до својих касних 90-их. Остао је активан и независан током својих стогодишњих година, укључујући и самостално ходање у град и гласање на изборима као суперстогодишњак све док му вид није почео да пада око 2000. године. Иако због слепила није могао да чита новине, он је и даље био у току са актуелним светским догађајима. Није волео да једе поврће, али је волео да једе говедину и свињетину. Алкохол је конзумирао само у умереним количинама и сваки дан пио је млеко.
3. јануара 2002. године, након смрти 112-годишњег Антониа Тодеа из Италије, постао је најстарији живи мушкарац на свету.
29. децембра 2002. године, након смрти 113-годишње Меј Харингтон из Сједињених Америчких Држава, постао је најстарија жива особа на свету.
Јукичи Чуганџи преминуо је у Огори, Префектура Фукуока, Јапан, 28. септембра 2003. године, у доби од 114 година и 189 дана. Након његове смрти, тада 113-годишњи Џоун Рјудаветс из Шпаније, преузео је титулу најстаријег живог мушкарца на свету.